# FA Cup 1874-75
Football Association Challenge Cup 1874-75 var den fjerde udgave af Football Association Challenge Cup, nu til dags bedre kendt som FA Cup. 29 klubber var tilmeldt turneringen, der blev afviklet som en cupturnering. Fire af klubberne trak sig imidlertid inden den første kamp, så turneringen fik deltagelse af 25 klubber. Den første kamp blev spillet den 10. oktober 1874, og finaleomkampen blev afviklet den 16. marts 1875 på Kennington Oval i London, hvor Royal Engineers AFC vandt 2-0 over Old Etonians FC. Det var Royal Engineers første triumf i FA Cup'en.

## Resultater

### Første runde
Første runde blev spillet i perioden 10. oktober – 28. november 1874 og havde deltagelse af alle 28 hold. Det 29. hold, Reigate Priory FC var oversidder.
| Dato         | Kamp                                         | Res.  | Tilskuere |
| ------------ | -------------------------------------------- | ----- | --------- |
| 10.10.       | Pilgrims FC – South Norwood FC               | 3–1   | 700       |
| 24.10.       | Upton Park FC – Barnes FC                    | 0–3   | 1.500     |
| 31.10.       | Wanderers FC – Farningham FC                 | 16–00 | 1.925     |
| 31.10.       | Oxford University AFC – Brondesbury FC       | 6–0   | 1.163     |
| 31.10.       | Woodford Wells FC – High Wycombe FC          | 1–0   | 600       |
| 5.11.        | Old Etonians FC – Swifts FC                  | 0–0   | 700       |
| 7.11.        | Royal Engineers AFC – Marlow FC              | 3–0   | 2.376     |
| 7.11.        | Clapham Rovers FC – Panthers FC              | 3–0   | 2.848     |
| 14.11.       | Southall FC – Leyton FC                      | 0–0   | 650       |
| 14.11.       | Hitchin FC – Maidenhead FC                   | 0–1   | 750       |
| 14.11.       | Cambridge University AFC – Crystal Palace FC | 0–0   | 500       |
| –            | Civil Service FC – Harrow Chequers FC        | w.o.  |           |
| –            | Windsor Home Park FC – Uxbridge FC           | w.o.  |           |
| –            | Shropshire Wanderers FC – Sheffield FC       | w.o.  |           |
| Omkampe      |                                              |       |           |
| 14.11.       | Swifts FC – Old Etonians FC                  | 1–1   | 750       |
| 21.11.       | Cambridge University AFC – Crystal Palace FC | 2–1   | 500       |
| 28.11.       | Leyton FC – Southall FC                      | 0–5   | 600       |
| Anden omkamp |                                              |       |           |
| 26.11.       | Old Etonians FC – Swifts FC                  | 3–0   | 700       |

### Anden runde
Anden runde blev spillet den 14. november – 5. december 1874 og havde deltagelse af 14 hold, idet Old Etonians FC var oversidder.
| Dato   | Kamp                                           | Res. | Tilskuere |
| ------ | ---------------------------------------------- | ---- | --------- |
| 14.11. | Shropshire Wanderers – Civil Service FC        | 1–0  | 700       |
| 21.11. | Wanderers FC – Barnes FC                       | 5–0  | 2.000     |
| 5.12.  | Royal Engineers AFC – Cambridge University AFC | 5–0  | 2.500     |
| 5.12.  | Maidenhead FC – Reigate Priory FC              | 2–1  | 1.377     |
| 5.12.  | Clapham Rovers FC – Pilgrims FC                | 2–0  | 3.000     |
| 5.12.  | Woodford Wells FC – Southall FC                | 3–0  | 600       |
| –      | Oxford University AFC – Windsor Home Park FC   | w.o. |           |

### Kvartfinaler
Kvartfinalerne havde deltagelse af de otte hold, der gik videre fra anden runde og blev afviklet i perioden 23. januar – 6. februar 1874. 
| Dato   | Kamp                                        | Res. | Tilskuere |
| ------ | ------------------------------------------- | ---- | --------- |
| 23.1.  | Old Etonians FC – Maidenhead FC             | 1–0  | 700       |
| 23.1.  | Shropshire Wanderers FC – Woodford Wells FC | 1–1  | 700       |
| 30.1.  | Royal Engineers AFC – Clapham Rovers FC     | 3–2  | 2.500     |
| 30.1.  | Wanderers FC – Oxford University AFC        | 1–2  | 2.000     |
| Omkamp |                                             |      |           |
| 6.2.   | Woodford Wells FC – Shropshire Wanderers FC | 0–2  | 600       |

### Semifinaler
| Dato   | Kamp                                        | Res. | Tilskuere |
| ------ | ------------------------------------------- | ---- | --------- |
| 27.2.  | Royal Engineers AFC – Oxford University AFC | 1–1  | 2.500     |
| 27.2.  | Old Etonians FC – Shropshire Wanderers FC   | 1–0  | 700       |
| Omkamp |                                             |      |           |
| 5.3.   | Royal Engineers AFC – Oxford University AFC | 1–0  | 2.500     |

### Finale
| Dato   | Kamp                                  | Res. | Tilskuere | Spillested              |
| ------ | ------------------------------------- | ---- | --------- | ----------------------- |
| 13.3.  | Royal Engineers AFC – Old Etonians FC | 1–1  | 2.000     | Kennington Oval, London |
| Omkamp |                                       |      |           |                         |
| 16.3.  | Royal Engineers AFC – Old Etonians FC | 2–0  | 3.000     | Kennington Oval, London |